# سیلیمانیت
سیلیمانیت  (به انگلیسی: Sillimanite) با فرمول شیمیایی Al2SiO5 از مجموعه کانی هاست و کانی‌های مشابه آن سیانیت و مولّیت است. از نام کانی‌شناس آمریکایی B.Silliman گرفته شده ست. ذوب نمی‌شود - در اسیدها نامحلول است برای اولین بار در چک اسلواکی کشف شد و از نظر شکل بلور: سوزنی، رنگ: خاکستری زرد - آبی روشن - خاکستری سبز - متمایل به قرمز - سفید، شفافیت: شفاف - نیمه شفاف، شکستگی: صدفی - نامنظم، جلا: شیشه‌ای - ابریشمی، رخ: کامل، سیستم تبلور: ارترومبیک و در رده‌بندی سیلیکات است و منشأ تشکیل آن دگرگونی - دگرگونی مجاورتی است.
همایند کانی‌شناسی (پارانژ) آن سیانیت - مولّیت- کوردئیریت- آندالوزیت- اسپینل است.
کاربرد آن: مواد نسوز - برای ایزولاسیون و غیره، از نظر ژیزمان بلوری - آگرگات رشته‌ای - ورقه‌ای (فیبروکیت) - شعاعی DDD متراکم فراوان است و بیشتر در آلمان، اطریش، هند، بیرمانی، آمریکا، روسیه، نروژ و سری لانکا یافت می‌شود.